# 橋爪愛
橋爪 愛（はしづめ あい、1999年1月17日 - ）は、日本のファッションモデル。宮城県出身。エーチーム を経てIPSILON（イプシロン）所属。

## 略歴
12歳当時の2011年に『Seventeen』（集英社）主催の第15回Seventeen夏の学園祭に出場し、中条あやみ、新川優愛、および坂東希と並んでミスセブンティーン2011を獲得、同誌の専属モデルとなった。翌2012年には東京ランウェイの第1回にあたる2012春夏公演に出場し、冨永愛や蛯原友里など人気モデルらとともにランウェイに登場。最年少の出場者であった。同時期にはテレビ番組『笑っていいとも!』への出演もあり、その内容が事後に注目を集めるに至っている。9月にはミスユニバース日本代表の原綾子らとともに地元仙台の仙台コレクションに登場、さらに東京ランウェイの秋冬公演に冨永愛、蛯原友里、押切もえなど日本を代表するモデルらと並び前季に続けての出場を見せた。
2017年3月1日発売の『Seventeen』4月号で同誌の専属モデルを卒業。

## 出演

### ランウェイ
- 東京ランウェイ2012 SPRING/SUMMER（2012年3月20日、国立代々木競技場第一体育館）[10]
- 仙台コレクション'12（2012年9月16日、ぷらんど〜む一番町商店街）[11]
- 東京ランウェイ2012 AUTUMN/WINTER（2012年9月17日、国立代々木競技場第一体育館）[12]

### テレビドラマ
- 最高の人生の終り方〜エンディングプランナー〜 第2話（2012年1月19日、TBS）
- 連続テレビ小説 ひよっこ 第142回（2017年9月14日、NHK）[13]

### 声の出演
- THE LAST -NARUTO THE MOVIE-（2014年12月6日、東宝） - カエデ 役

### 雑誌連載
- Seventeen（2011年 - 2017年、集英社） - 専属モデル[6]

### 舞台
- ハイパープロジェクション演劇『ハイキュー!!』（2019年11月1日 - 4日、東京公演 : TOKYO DOME CITY HALL / 11月9日 - 16日、大阪公演 : 大阪メルパルクホール / 11月22日 - 24日、宮城公演 : 多賀城市民会館 大ホール / 12月6日 - 15日、東京旋風公演 : 日本青年館ホール） - 天内叶歌 役